# Willem de Poorter
Willem de Poorter, né en 1608 à Haarlem, mort en 1649 ou 1668 (à Wijk aan Zee?), est un peintre néerlandais du siècle d'or.

## Biographie
Willem de Poorter devient membre de la guilde de Saint-Luc de Haarlem en 1631. Ses premiers tableaux représentaient des sujets historiques ou mythologiques qui révélaient l'influence de Rembrandt, dont il aurait été l'élève avant 1632.
Il est connu pour peindre essentiellement des natures mortes avec des objets métalliques ou des scènes allégoriques. Il aura une influence sur le peintre Hendrick Martensz Sorgh.
On ignore ce qu'il est devenu après 1648.

## Œuvres
- L'Idolâtrie du roi Salomon[2], Amsterdam, Rijksmuseum
- La Lapidation de Saint-Étienne[3], Harvard Art University Museum, Massachusetts, États-Unis
- Lucrèce à l'ouvrage[4], 1633, Toulouse, Musée des Augustins

## Galerie

Œuvres de Willem de Poorter
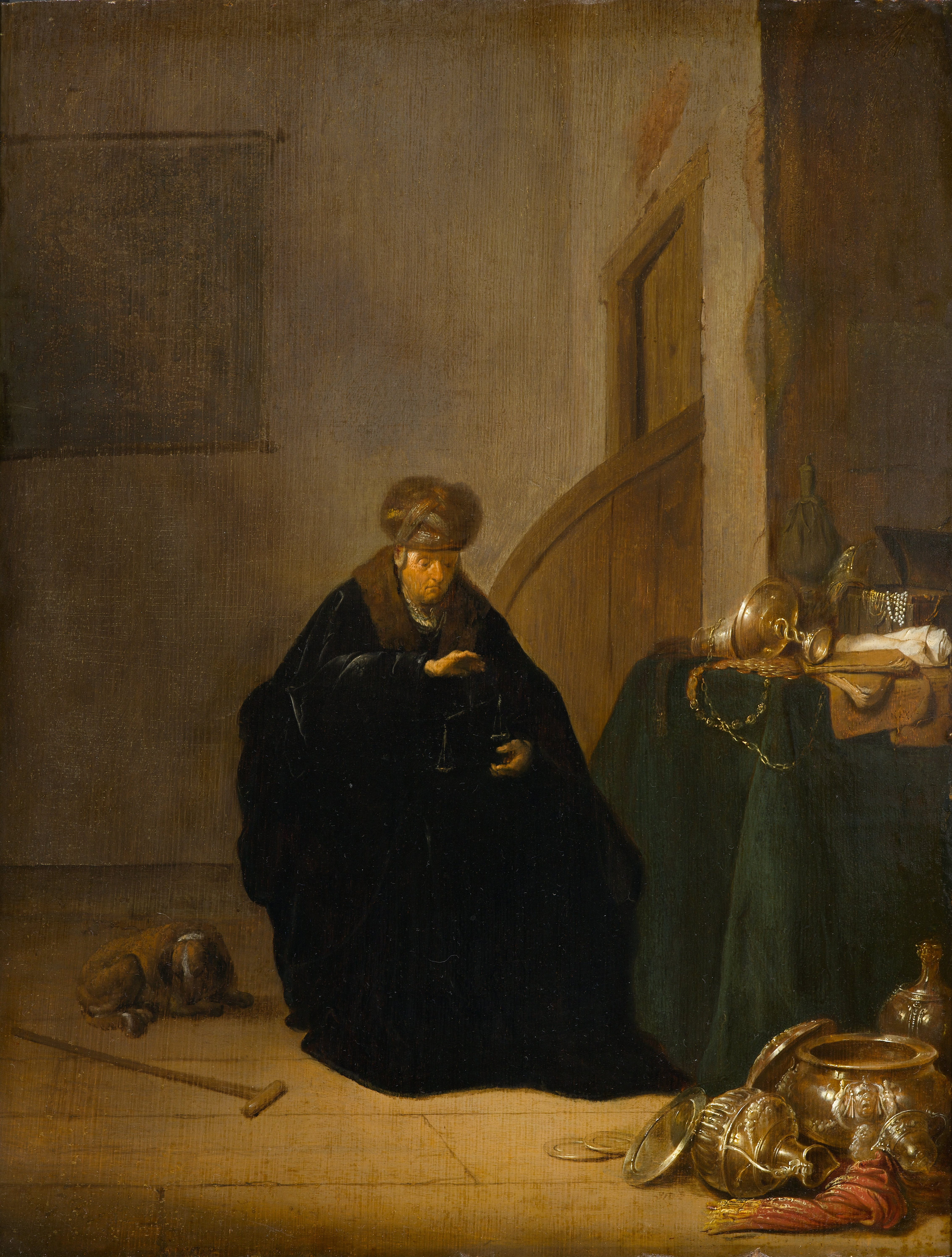
Le Peseur d'or (vers 1637), Raleigh, North Carolina Museum of Art.
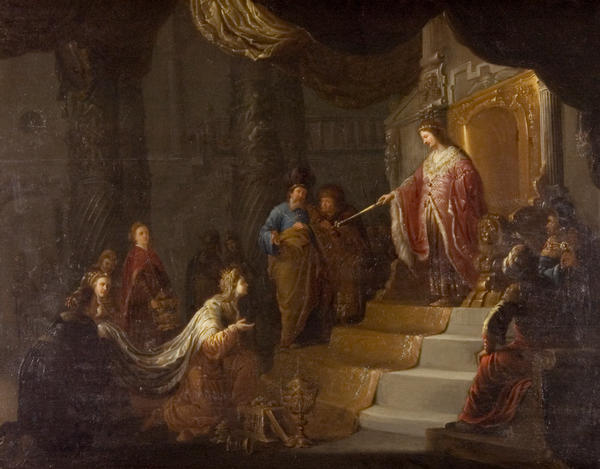
La Reine de Saba (vers 1645), Cornouailles, Mount Edgcumbe House.
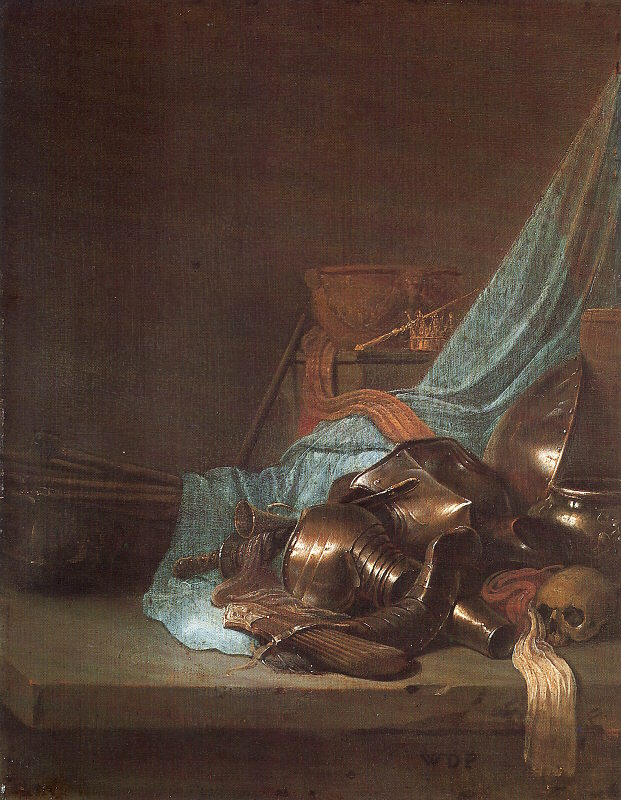
Nature morte avec armes et bannières, Brunswick, musée Herzog Anton Ulrich.